# Nerocila longispina
Nerocila longispina es una especie de crustáceo isópodo marino del género Nerocila, familia Cymothoidae. Fue descrita científicamente por Miers en 1880.

## Distribución
Esta especie se encuentra en Malasia y la parte central del Indo-Pacífico.